# 二硫化物

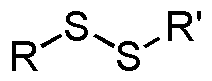
二硫化物的通式。

有机化学中，二硫化物指含有二硫键（-S-S-）的有机硫化合物，具有通式R-S-S-R'。其中的硫氧化态为-1，与过氧化物中的氧类似。
R与R'都为氢（H2S2），或有一个为氢（H-S-S-R）时，得到的二硫化物都是不稳定的。但相对于同族多具爆炸性的有机过氧化物，二硫化物稳定性更强，有些多硫化物也是稳定的。

## 合成
对称的二硫化物一般由两分子硫醇（R-SH）氧化缩合制取，氧化剂可以是双氧水或碘。用双氧水作氧化剂时，需严格控制反应物的量，氧化剂过量则会导致二硫化物被进一步氧化为亚磺酸，以及磺酸。
{\displaystyle {\rm {2R-SH\longrightarrow R-S-S-R}}}
此外，用一比一的硫化钠与硫配置Na2S2（多硫化钠），再使其与两倍量的烷化剂（R-X）反应，也可以得到二硫化物：
{\displaystyle {\rm {Na_{2}S+S\longrightarrow Na_{2}S_{2}}}}
{\displaystyle {\rm {2R-X+Na_{2}S_{2}\longrightarrow R-S-S-R+2NaX}}}
不对称的二硫化物可通过硫醇负离子与R-S-X类型的化合物于低温反应制备（-X为-卤素、-SO3Na、-CN）。反应条件应当严格控制，过量的硫醇盐会使此类二硫化物发生交换反应，从而降低产率。
{\displaystyle {\rm {R-S-X+R'-S^{-}\longrightarrow R-S-S-R'+X^{-}}}}

## 反应
放置或还原剂还原时，二硫化物会分解为相应的硫醇。亲核试剂的进攻也会打断二硫键，形成两个新的硫醇/硫醚：
{\displaystyle {\rm {R-S-S-R'+Nu^{-}\longrightarrow R-S^{-}+Nu-S-R'}}}
其中，R为烃基，Nu为亲核试剂。
此类型的氧化还原反应在生物体内及医药上都有很重要的用途。

## 例子
- 胱氨酸
- 二苯基二硫化物（Ph2S2）
- 二甲基二硫（CH3-S-S-CH3）
- 二烯丙基二硫化物（H2C=CH-CH2S-SCH2-CH=CH2）
- α-硫辛酸
- 芦笋酸（Asparagusic acid）

| 二硫化物的例子 | 二硫化物的例子 | 二硫化物的例子 | 二硫化物的例子 |
| -------------- | -------------- | -------------- | -------------- |
|                |                |                |                |
| 胱氨酸         | α-硫辛酸       | 二苯基二硫化物 | 芦笋酸         |